# Dan Gilroy
Pour les articles homonymes, voir Gilroy.
Daniel Christopher « Dan » Gilroy, né le 24 juin 1959 à Santa Monica en Californie, est un scénariste et réalisateur américain.

## Biographie
Daniel Christopher Gilroy naît le 24 juin 1959 à Santa Monica en Californie. Il est le fils de Ruth Dorothy Gaydos et de l'écrivain Frank D. Gilroy. 
Après avoir fréquenté l'université Dartmouth College, il se lance dans l'écriture du scénario du film de science-fiction Freejack de Geoff Murphy, coécrit avec Steven Pressfield, Ronald Shusett et adapté de Immortality, inc. de Robert Sheckley. Il coécrit ensuite le script de Chasers de Dennis Hopper.
Au milieu des années 1990, Dan Gilroy écrit un scénario pour le projet Superman Lives qui devait être réalisé par Tim Burton avec Nicolas Cage dans le rôle principal. Dans ce scénario, Lex Luthor est sous l'emprise d'une intelligence extraterrestre et parvient à tuer Superman. Le film ne verra jamais le jour.
Il coécrit le quatrième volet de la saga Jason Bourne, Jason Bourne : L'Héritage, avec son frère Tony qui en est également le réalisateur. Le film sort en 2012.

### Vie privée
Il est le frère de Tony Gilroy, scénariste et réalisateur, et du monteur John Gilroy (qui est son jumeau). Il est marié à l'actrice américaine Rene Russo depuis 1992.

## Filmographie

### Scénariste
- 1992 : Freejack de Geoff Murphy
- 1994 : Chasers de Dennis Hopper
- 2005 : Two for the Money de D. J. Caruso
- 2006 : The Fall de Tarsem Singh
- 2012 : Jason Bourne : L'Héritage (The Bourne Legacy) de Tony Gilroy
- 2014 : Night Call (Nightcrawler) de Dan Gilroy
- 2017 : Kong: Skull Island de Jordan Vogt-Roberts
- 2017 : L'Affaire Roman J. (Roman J. Israel, Esq.) de Dan Gilroy
- 2019 : Velvet Buzzsaw de Dan Gilroy
- 2022 : Andor de Tony Gilroy

### Réalisateur
- 2014 : Night Call (Nightcrawler)
- 2017 : L'Affaire Roman J. (Roman J. Israel, Esq.)
- 2019 : Velvet Buzzsaw

## Distinctions

### Récompenses
- Boston Society of Film Critics Awards 2014 : réalisateur le plus prometteur pour Night Call
- New York Film Critics Online Awards 2014 : réalisateur le plus prometteur pour Night Call
- Phoenix Film Critics Society Awards 2014 : meilleur espoir derrière la caméra pour Night Call
- San Diego Film Critics Society Awards 2014 : meilleur réalisateur et meilleur scénario original pour Night Call